# Isochrone
Isochronie, isochronisme
Isochrone signifie « qui correspond au même instant » (ou « à la même durée »). Ce mot est issu du mot grec de même sens ἰσόχρονος (isókhronos), composé de ἴσος (ísos), « égal » et de χρόνος (khronos), « temps ».
- Isochrone est originellement un adjectif pris au sens propre : des événements isochrones, des points isochrones (sur une carte ou un graphique), etc.
- Par extension, une courbe (ou une droite, voire une surface) isochrone rassemble les points isochrones d'une carte ou d'un graphique (voire dans l'espace). Par extension encore, la méthode isochrone et les diagrammes isochrones mettent en scène des droites isochrones, et une carte isochrone rassemble des courbes isochrones.
- Par substantivation, une isochrone est une courbe (ou une droite, voire une surface) isochrone ou une carte isochrone.

L'isochronisme désigne une égalité de durée, par exemple celle des mouvements d'un objet.
L'isochronie désigne une organisation (par exemple celle d'une phrase ou d'une mélodie) en séquences de même durée.

## Biologie
- En physiologie, l'isochronisme désigne la simultanéité ou la même durée, au moins approximative, entre deux phénomènes.
  - Par exemple, la systole cardiaque et le pouls sont isochrones.
  - De même on parlait d'isochronisme neuro-musculaire dans la transmission de l'influx nerveux au muscle – plaque motrice – (égalité des chronaxies ou loi de l'isochronisme de Lapicque)[1]. Cette dernière « loi » est  historique, considérant la transmission neuromusculaire comme un phénomène purement électrique, et non pas neurochimique et moléculaire[2].

## Géographie et sciences de la Terre

### Cartographie
- Une courbe isochrone est une courbe reliant les points accessibles à un mode de transport (terrestre ou aérien) en un temps donné. Exemple : l'ensemble des lieux pouvant être desservis en 30 minutes par un livreur de pizzas ou un dépanneur de matériel informatique.
- Une carte isochrone rassemble des courbes isochrones.

### Géochronologie
- La méthode isochrone consiste à dater un événement géologique (cristallisation d'une formation magmatique, métamorphisme régional, etc.) en exploitant l'alignement, dans un certain diagramme, des points représentatifs de roches ou minéraux ayant subi le même événement. Les coordonnées de ces points dans le diagramme sont des rapports isotopiques que l'on sait mesurer, (en général à l'aide d'un spectromètre de masse).
  - Le diagramme ci-dessus porte le nom de diagramme isochrone.
  - La droite reliant les points représentatifs de roches ou de minéraux de même âge (de formation ou de métamorphisme) est appelée isochrone.
    - Quand il s'agit des minéraux d'une même roche, on parle d'isochrone interne.

### Hydrologie
- Sur la carte d'un bassin versant, une ligne isochrone est formée par l'ensemble des points où une goutte d'eau prend le même temps pour ruisseler jusqu'au point caractéristique de calcul (en général, l'exutoire)[3].

## Informatique et télécommunications
- L'isochronie est la caractéristique d'une transmission où les deux points travaillent de concert.
  - La téléphonie est une application isochrone.
  - Dans le cas des réseaux, l'isochronisme est un type de synchronisation des différentes stations qui communiquent. Toutes les stations (dites stations esclaves) sont asservies à une horloge de référence (dite horloge maître).

## Mathématiques
- L'isochrone de Leibniz est une courbe imaginée par Leibniz en 1687. Située dans un plan vertical, elle est parcourue par une masse mobile glissant sans frottement et soumise à un champ de pesanteur constant, de façon que la composante verticale de sa vitesse soit égale à une constante donnée.

## Physique et horlogerie
- Les oscillations d'un résonateur (pendule, balancier-spiral, etc.), sont isochrones lorsque leur durée est indépendante de l'amplitude.
- L'isochronisme d'oscillations ou de rotations (et, par extension, d'un oscillateur , d'un cyclotron, etc.) caractérise l'indépendance de la période par rapport à l'amplitude ou l'orientation (position du résonateur). Cette notion a été étendue par Michel Hénon en 1958 à toutes les oscillations dont la période ne dépend que de l'énergie du mobile.  Cette notion d'isochronie étendue a été étudiée en détail en physique mathématique[4].